# Cursor (informática)

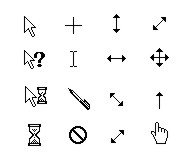
Dependiendo de la interacción que se quiere realizar, el puntero puede mostrar diferentes íconos.

En informática un cursor es un indicador que se usa para mostrar la posición en un monitor o en otros dispositivos de visualización que responderán a las pulsaciones en un dispositivo de entrada de texto o a las acciones en un dispositivo apuntador. El cursor de ratón puede denominarse puntero de ratón, debido a la forma de flecha de algunos sistemas.

## Cursor de texto

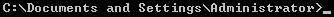
Símbolo de sistema de Windows

En la mayoría de las interfaces de línea de comando y cajas de texto, los cursores suelen presentarse como un guion bajo, un rectángulo sólido o una línea vertical, sean estos fijos o parpadeantes, indicando la posición donde será colocado el texto cuando se teclee. 
Por ejemplo, en un intérprete de comandos típico de Unix el cursor aparece como un rectángulo sólido.
En MS-DOS se muestra como un guion bajo:
```
C:\> 
_
```

Mientras que en los editores de texto más modernos luce como una delgada línea vertical:
```
Wikipedia, la enciclopedia libre
│
```

Algunas interfaces usan dos cursores diferentes: un guion bajo o una barra vertical para indicar que se está en modo de inserción, en cuyo caso el carácter mecanografiado será insertado en medio del existente, desplazando los caracteres necesarios; y un bloque mayor para indicar el modo de sobreescritura, donde se escribirá reemplazando el carácter existente.

## Puntero del ratón

Representación gráfica de un puntero de ratón común.

En interfaces dirigidas por un ratón u otro dispositivo apuntador, llamado "puntero". En interfaces gráficas de usuario suele utilizar un puntero del ratón para mostrar la posición, y una sólida línea de texto como un punto de inserción. 
El hotspot (literalmente "punto caliente") del cursor del ratón es el píxel del cursor que se usa para pulsar.

## Usos y formas
- En el texto que el usuario puede seleccionar o editar, el cursor cambia a una barra vertical con pequeñas barras transversales (o extensiones curvas en forma de serifa) en la parte superior y la parte inferior a veces llamado "perfil doble T" ya que se asemeja a la sección transversal del detalle constructivo del mismo nombre.
- Cuando se muestra un documento, el cursor puede aparecer como una mano con todos los dedos extendidos, lo que permite desplazarse por la página "empujandola".
- Los cursores de edición de gráficos, como pinceles, lápices o cubos de pintura pueden aparecer cuando el usuario edita una imagen.
- En un borde o esquina de una ventana el cursor por lo general se convierte en una flecha doble (horizontal, vertical o diagonal) que indica que el usuario puede arrastrar el borde / esquina en una dirección indicada con el fin de ajustar el tamaño y la forma de la ventana.
- Si bien una computadora realiza tareas y no puede aceptar la entrada del usuario, el cursor de espera (un reloj de arena en Windows, y muchos otros sistemas, después en Windows Vista una especie de anillo giratorio) aparece cuando el equipo está haciendo una tarea ya sea en primer o segundo plano.